# Eusiphon
- Commons
- Wikispecies

Eusiphon Benoist, segundo o Sistema APG II, é um gênero botânico da família Acanthaceae, natural de Madagascar.

## Sinonímia
- Ruellia L.

## Espécies
Apresenta três espécies:
- Eusiphon grayi
- Eusiphon longissimum
- Eusiphon longistamineum
- «Lista das espécies»

## Nome e referências
Eusiphon Benoist, 1939

## Classificação do gênero
| Sistema | Classificação                       | Referência            |
| ------- | ----------------------------------- | --------------------- |
| APG II  | Ordem Lamiales, família Acanthaceae | APweb, versão 9, 2008 |